# Dieter Dutschmann
Dieter Dutschmann (* 1. April 1937; † 9. Oktober 2013) war ein deutscher Fußballspieler, der von 1958 bis 1963 für den SC Aktivist Brieske-Senftenberg in der DDR-Oberliga, der höchsten Liga im DDR-Fußball, aktiv war. 

## Sportliche Laufbahn
Im Laufe der Saison 1958 (Kalenderjahr-Rhythmus) wechselte der 21-jährige Dieter Dutschmann von der Betriebssportgemeinschaft (BSG) Aktivist Laubusch aus der drittklassigen 2. DDR-Liga zum SC Aktivist Brieske-Senftenberg in die DDR-Oberliga. Beim SC Aktivist bestritt er am 21. und 26. Spieltag dort seine ersten Oberligaspiele. 1959 gehörte Dutschmann zum erweiterten Spielerkreis. In den 26 Oberligaspielen wurde er siebzehnmal aufgeboten und spielte in der Abwehr. 1960 kam er zum selben Ergebnis. 1961 wurde der DDR-Fußball nach vier Spielzeiten wieder auf die Sommer-Frühjahr-Saison umgestellt. In der Oberliga wurden dazu zwischen Januar 1961 und Juni 1962 39 Spiele ausgetragen. Dutschmann fiel vollends aus der Stammbesetzung heraus und bestritt zwischen dem 13. und 32. Spieltag nur noch acht Punktspiele. Für die Spielzeit 1962/63 wurde er zwar wieder für die Briesker Oberligamannschaft gemeldet, kam aber nur noch einmal zum Einsatz. Er erhielt sein Abschiedsspiel am letzten Spieltag, als der SC Aktivist bereits als Absteiger feststand. Er wurde noch einmal auf seiner Standardposition als linker Verteidiger eingesetzt. 